# Beuron
Beuron è un comune tedesco di 687 abitanti,, situato nel land del Baden-Württemberg.